# Rem als Jocs Olímpics d'estiu de 1964
Als Jocs Olímpics d'Estiu de 1964 celebrats a la ciutat de Tòquio (Japó) es disputaren set proves de rem, totes elles en categoria masculina. La competició tingué lloc entre els dies 11 i 15 d'octubre de 1964 al Llac Sagami.
Hi participaren un total de 370 remers de 27 comitès nacionals diferents.

## Resum de medalles
| Prova                        | Or | Argent | Bronze |
| Scull individual Detalls     | Vyacheslav Ivanov | Achim Hill | Gottfried Kottmann |
| Doble Scull Detalls          | Unió SovièticaBoris Dubrovsky · Oleg Tiurin | Estats UnitsSeymour Cromwell · James Storm | TxecoslovàquiaVladimir Andrs · Pavel Hofman |
| Dos sense timoner Detalls    | CanadàGeorge Hungerford · Roger Jackson | Països BaixosSteven Blaisse · Ernst Veenemans | AlemanyaMichael Schwan · Wolfgang Hottenrott |
| Dos amb timoner Detalls      | Estats UnitsEdward Ferry · Conn Findlay · Kent Mitchell                                                                                                  | FrançaJacques Morel · Georges Morel · Jean Claude Darouy | Països BaixosJan Just Bos · Herman Rouwe · Frederik Hartsuiker                                                                                         |
| Quatre sense timoner Detalls | DinamarcaJohn Hansen · Bjorn Haslov · Erik Petersen · Kurt Helmudt                                                                                       | Regne UnitJohn Russell · Hugh Wardell-Yerburgh · William Barry · John James                                                                                                | Estats UnitsGeofrey Picard · Richard Lyon · Theodore Mittet · Ted Nash                                                                                 |
| Quatre amb timoner Detalls   | AlemanyaPeter Neusel · Bernhard Britting · Joachim Werner · Egbert Hirschfelder · Juergen Oelke                                                          | ItàliaRenato Bosatta · Emilio Trivini · Giuseppe Galante · Franco De Pedrina · Giovanni Spinola                                                                            | Països BaixosLex Mullink · Jan Van De Graaff · F.R. Van De Graaff · Robert Van De Graaff · Marius Klumperbeek                                          |
| Vuit amb timoner Detalls     | Estats UnitsJoseph Amlong · Thomas Amlong · Harold Budd · Emory Clark · Stanley Cwiklinski · Hugh Foley · William Knecht · William Stowe · Robert Zimony | AlemanyaKlaus Aefke · Klaus Bittner · Karl-Heinz Von Groddeck · Hans-Jurgen Wallbrecht · Klaus Behrens · Jurgen Schroeder · Jurgen Plagemann · Horst Mayer · Thomas Ahrens | TxecoslovàquiaPetr Cermak · Jiri Lundak · Jan Mrvik · Julius Tocek · Josef Ventus · Ludek Pojezny · Bohumil Janousek · Richard Novy · Miroslav Konicek |

## Medaller
| Posició | País           | Or | Argent | Bronze | Total |
| 1       | Estats Units   | 2  | 1      | 1      | 4     |
| 2       | Unió Soviètica | 2  | 0      | 0      | 2     |
| 3       | Alemanya       | 1  | 2      | 1      | 4     |
| 4       | Canadà         | 1  | 0      | 0      | 1     |
| 4       | Dinamarca      | 1  | 0      | 0      | 1     |
| 6       | Països Baixos  | 0  | 1      | 2      | 3     |
| 7       | França         | 0  | 1      | 0      | 1     |
| 7       | Itàlia         | 0  | 1      | 0      | 1     |
| 7       | Regne Unit     | 0  | 1      | 0      | 1     |
| 10      | Txecoslovàquia | 0  | 0      | 2      | 2     |
| 11      | Suïssa         | 0  | 0      | 1      | 1     |